# O du fröhliche
O du fröhliche ist eines der bekanntesten deutschsprachigen Weihnachtslieder. Seine Melodie beruht auf dem Marienlied O sanctissima, das angeblich aus Sizilien stammen soll. Dichter der ersten von drei Strophen ist der Weimarer „Waisenvater“ Johannes Daniel Falk (1768–1826), die beiden folgenden wurden von Heinrich Holzschuher (1798–1847) aus Wunsiedel verfasst.

## Entstehungsgeschichte
Nachdem Johannes Daniel Falk vier seiner zehn Kinder durch eine Typhusseuche verloren hatte, gründete er in Weimar das „Rettungshaus für verwahrloste Kinder“. Den dort aufgenommenen Kindern widmete er spätestens 1816, möglicherweise auch schon Ende 1815, das heute als Weihnachtslied bekannte O du fröhliche.

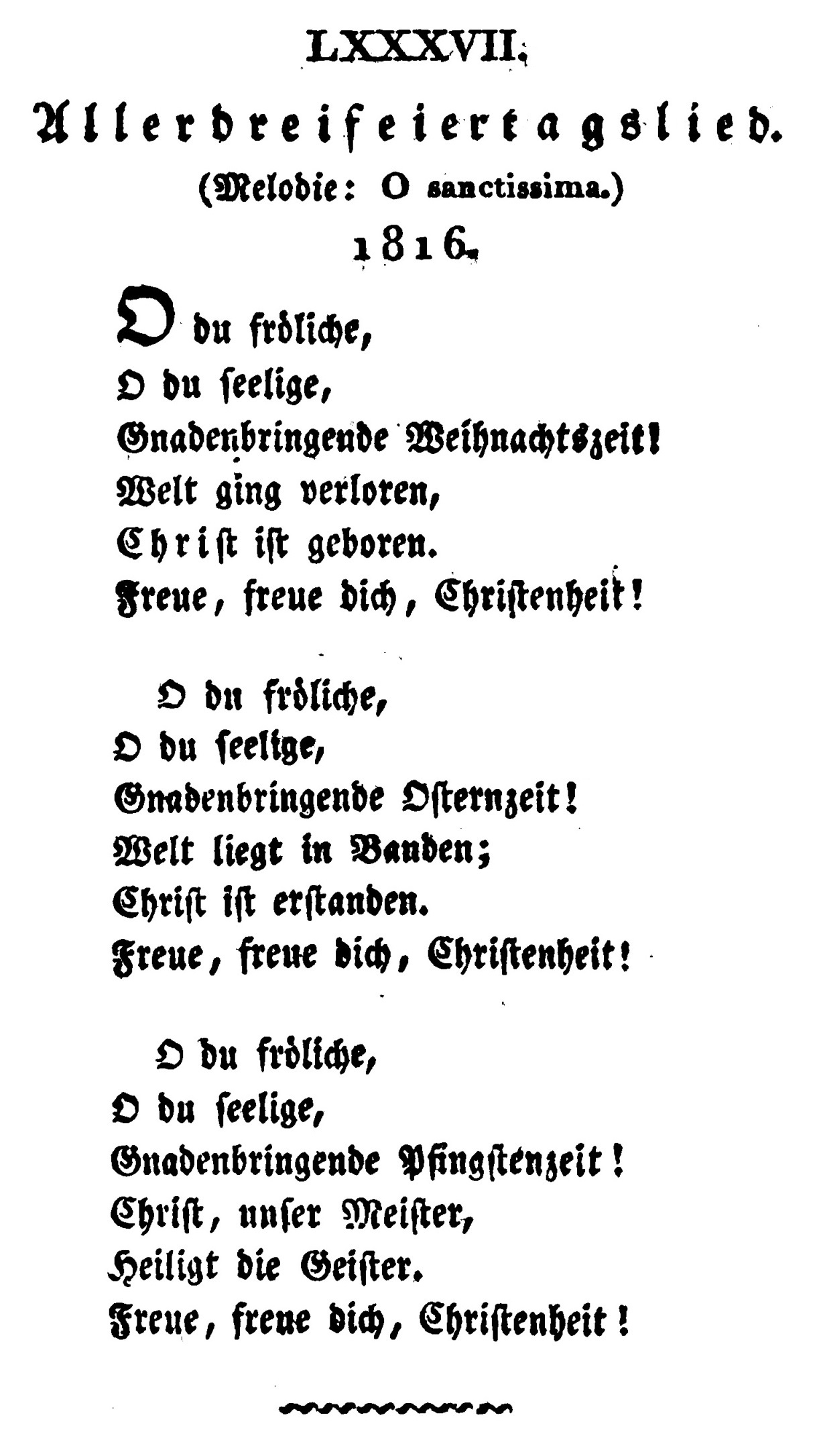
Johann Daniel Falk: Allerdreifeiertagslied, Druckfassung 1819

In seiner Urfassung war das Lied ein von Falk so bezeichnetes „Allerdreifeiertagslied“, in dem die den drei Hauptfesten der Christenheit Weihnachten, Ostern und Pfingsten zugrunde liegenden Heilstaten besungen wurden.
O du fröliche, o du selige,

gnadenbringende Weihnachtszeit!

Welt ging verloren, Christ ist geboren:

Freue, freue dich, Christenheit!

O du fröliche, o du selige,

gnadenbringende Osterzeit!

Welt liegt in Banden, Christ ist erstanden:

Freue, freue dich, Christenheit!

O du fröliche, o du selige,

gnadenbringende Pfingstenzeit!

Christ, unser Meister, heiligt die Geister:

Freue, freue dich, Christenheit!
Das Lied wurde 1816 veröffentlicht. Noch im 20. Jahrhundert ging man von einer Erstveröffentlichung in den 1819 erschienenen Auserlesenen Werken Falks aus. Günter Balders entdeckte dann in der Bibliothek der Freikirchlichen Fachhochschule Elstal eine Broschüre, die eine Publikation bereits nach dem Weihnachtsfest 1816 belegt. Der Erstdruck befindet sich in dem am 30. Januar 1817 abgeschlossenen Zweiten Bericht von Falks sozialdiakonischem Förderverein „Gesellschaft der Freunde in der Noth“. Hier findet sich eine Liste von Liedern, „die jeder Zögling der Sonntagsschule auswendig wissen und singen muss“.

## Heutiger Text
Bekannt geworden ist O du fröhliche allerdings nicht als „Allerdreifesttagslied“, sondern als Weihnachtshymnus, bei dem nur noch die erste Strophe wörtlich von Johannes Daniel Falk stammt. Für die beiden ergänzten Strophen, deren Anfangs- und Schlussverse dieselben wie bei Falk sind, wurden von Heinrich Holzschuher, einem früheren Gehilfen Falks, je eine dritte Verszeile neu verfasst. Holzschuher veröffentlichte das nun drei Strophen umfassende Weihnachtslied erstmals zu Weihnachten 1826 innerhalb seines anonym verfassten Vortragsstücks mit dem Titel „Die Kinder an der Krippe, zur Feyer des heiligen Weihnachts-Festes“ im Bayerschen Landboten. 1829 veröffentlichte Holzschuher das Lied nochmals in seinem Band Harfenklänge und gab sich damit als Autor zu erkennen, nennt aber auch Falk als Verfasser der ersten Strophe.
In seiner heutigen Form (teilweise mit regionalen Unterschieden des Textes) lautet das Lied:
O du fröhliche, o du selige,

gnadenbringende Weihnachtszeit!

Welt ging verloren, Christ ist geboren:

Freue, freue dich, o Christenheit!

O du fröhliche, o du selige,

gnadenbringende Weihnachtszeit!

Christ ist erschienen, uns zu versühnen:

Freue, freue dich, o Christenheit!

O du fröhliche, o du selige,

gnadenbringende Weihnachtszeit!

Himmlische Heere jauchzen Dir Ehre:

Freue, freue dich, o Christenheit!
Dieses von Falk und Holzschuher gedichtete Weihnachtslied wurde in viele Sprachen übersetzt, unter anderem ins Englische (Oh how joyfully), Französische, Italienische und Schwedische (O du saliga, o du heliga, 1859).

## Melodie
Falk verwendete die Melodie des Marienlieds O sanctissima, o piissima, dulcis virgo Maria. In der ältesten bislang bekannten Quelle von 1792 wird dieses Lied als Sicilian mariner’s hymn to the virgin bezeichnet. Die behauptete Herkunft aus Sizilien lässt sich jedoch weder durch ältere Quellen, noch durch aktuelle wissenschaftliche Literatur belegen und bleibt daher mehr als fragwürdig.
Wie genau Falk die Melodie kennenlernte, ist nicht bekannt, weswegen sich einige legendenhafte Erklärungen um diese Frage ranken. Nach einer Version soll ein erkrankter sizilianischer Flüchtlingsknabe aus Falks Heim das Lied im Fieberwahn vor sich hingesummt haben. Auch sollen Straßensänger die Melodie auf den Stufen der Weimarer Stadtkirche dargeboten haben. Und schließlich wird behauptet, dass ein württembergischer Herzog die Melodie aus Sizilien mitgebracht und an seinem Hof zu einer Ball-Eröffnung als Pavane aufführen habe lassen. Keine dieser Anekdoten ist offenbar durch Quellen belegt.

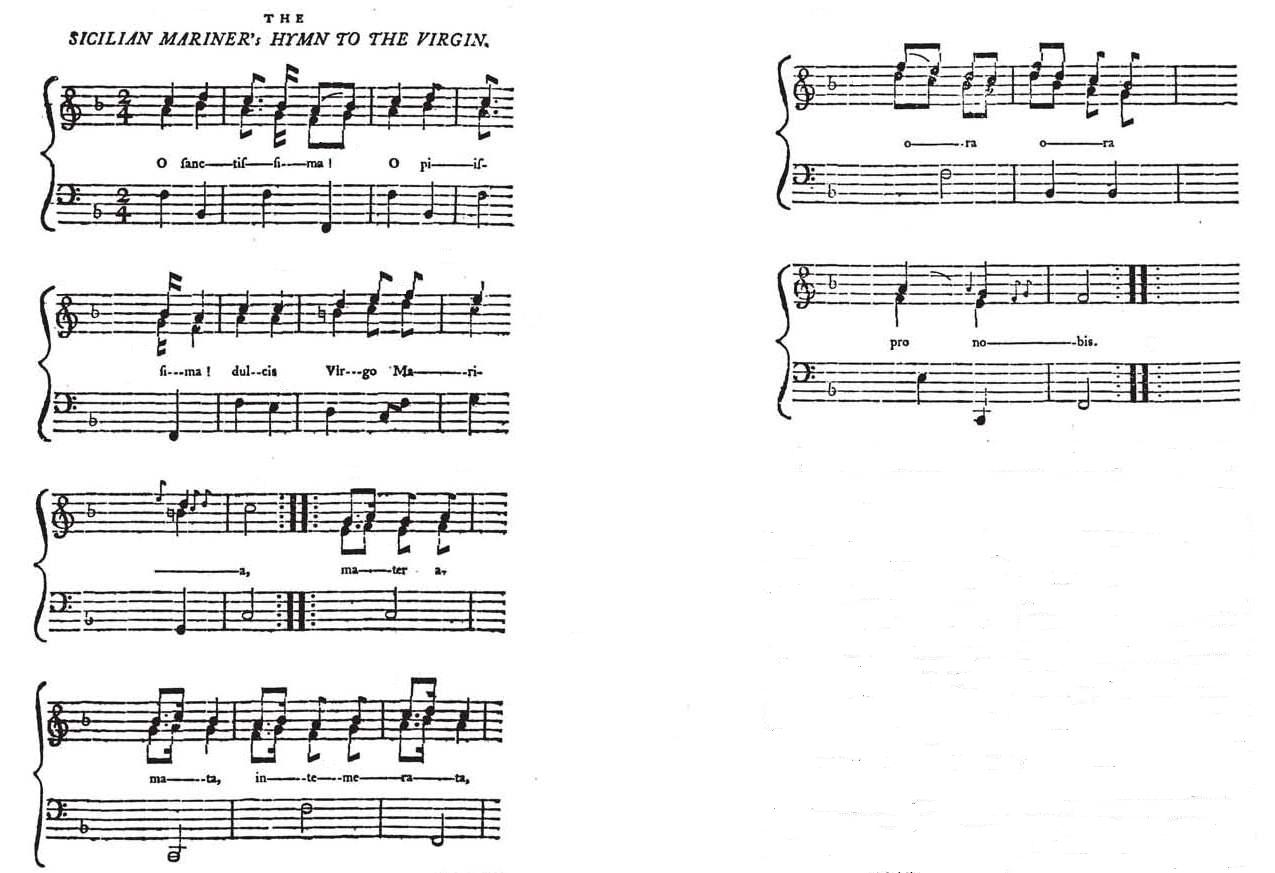
O sanctissima, frühester bekannter Druck (1792)

Als wahrscheinlichste Erklärung gilt, dass Falk dieses Lied in der 1807 postum erschienenen zweiten Ausgabe von Johann Gottfried Herders (1744–1803) Sammlung Stimmen der Völker in Liedern fand. Bis vor wenigen Jahren war man davon ausgegangen, dass Herder das Lied bei seiner Italienreise von 1788/89 (die allerdings nicht südlicher als Neapel führte, also nicht nach Sizilien) selbst aufgezeichnet habe. Barbara Boock vom Deutschen Volksliedarchiv in Freiburg stellte jedoch 2003 fest, dass keine entsprechende Aufzeichnung in Herders Nachlass nachweisbar ist. Vielmehr sei das Lied bereits 1792 als Sicilian mariner’s hymn to the virgin im European Magazine and London Review erschienen. Da die Melodie exakt übereinstimmt, und Herder die Zeitschrift aus der Weimarer Hofbibliothek gekannt haben könnte, ist mit hoher Wahrscheinlichkeit davon auszugehen, dass dieser Druck Herders Vorlage war. Die Charakterisierung der Vorlage als „Hymne“ lässt Fragen aufkommen, ob die (wohl von Herder stammende) Übersetzung „Schifferlied“ akkurat ist, zumal der lateinische Text ein Kirchenlied nahelegt.
Die Herkunft des Marienlieds ist nicht bekannt. Auf die Ähnlichkeit der Anfangsworte „O sanctissima, o piissima, dulcis Virgo Maria“ (= „O heiligste, o frömmste, süße Jungfrau Maria“) mit der Phrase „O clemens, O pia, O dulcis Virgo Maria“ (= „O geduldige, o fromme, o süße Jungfrau Maria“), die Bernhard von Clairvaux im 12. Jahrhundert dem Hymnus Salve Regina am Schluss beigefügt haben soll, ist mehrfach hingewiesen worden. Der genaue Wortlaut wie auch die Melodie sind aber erst gegen Ende des 18. Jahrhunderts belegt. Eine Sage, wonach die Anfangsworte des Liedes auf Bodenplatten im Speyerer Dom zu lesen gewesen seien, ist in diesem Wortlaut auch erst im 19. Jahrhundert belegt.
Der Harfenist Edward Jones (1752–1824) veröffentlichte das Lied in seiner Miscellaneous Collection of French and Italian Ariettas. Das genaue Veröffentlichungsdatum ist unklar, dürfte aber wegen der Eigenbezeichnung Jones’ als Barde des Prince of Wales kaum vor 1792 gelegen haben. Im 19. Jahrhundert wurde die Melodie auch in anderen Zusammenhängen rezipiert. Theodor Körner dichtete zu der Melodie 1813 sein Schlachtenlied Hör uns, Allmächtiger.  Im freimaurischen Gesangbuch von 1835 wird auf die gleiche Melodie Heil dem Könige, Preussens Glorie gesungen. Joseph Haydn schuf einen Männerchorsatz zu dem Lied (Hob. XXIIIc:F2). Ludwig van Beethoven schuf ein Arrangement des Liedes für drei Gesangsstimmen mit Violine, Violoncello und Klavier als Nr. 4 seiner Volksliedbearbeitungen WoO 157, die 1860 aus dem Nachlass veröffentlicht wurden. Ab der Mitte des 19. Jahrhunderts findet sich O sanctissima dann auch in einigen christlichen Gesangbüchern.

## Gesangbücher

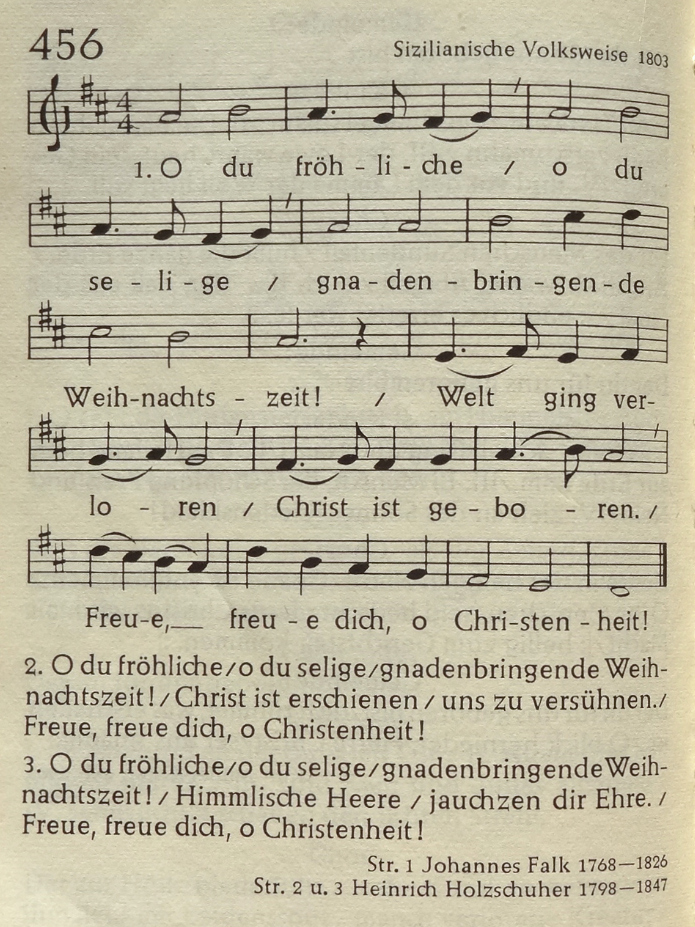
O du fröhliche, Liederanhang zum Evangelischen Kirchengesangbuch für die Evangelischen Kirchen Hessens, 17. Aufl. 1962

Das Lied fand beispielsweise Eingang in das deutsche Evangelische Gesangbuch (EG 44) (nachdem man es in den Stammteil seines Vorläufers, des Evangelischen Kirchengesangbuches, nicht aufgenommen hatte), im römisch-katholischen Gotteslob (GL 238) (es war schon in vielen Diözesanhängen der Ausgabe von 1975 enthalten), in das alt-katholische Gesangbuch Eingestimmt (332), in das freikirchliche Feiern & Loben (F&L 220), in das Mennonitische Gesangbuch (MG 264), in das Evangelisch-methodistische Gesangbuch (EmG 174), in das Evangelisch-Lutherische Kirchengesangbuch² der SELK (358) und in die deutschsprachige Ausgabe des neuapostolischen Gesangbuchs (23). In vielen evangelischen Kirchen Deutschlands wird das Lied traditionell am Heiligen Abend zum Abschluss der Christvesper gesungen. Manchmal erklingt dazu das volle Geläut der Kirche. Es wurde auch in das Evangelische Gesangbuch (Evangelický zpěvník, EZ 299) der Evangelischen Kirche der Böhmischen Brüder in Tschechien eingeordnet.

## Variante als Lutherhymnus
Angeblich zwei Tage vor seinem Tod soll Johannes Daniel Falk von seinen Freunden die Verbreitung eines „Volksbüchleins“ erbeten haben, das als Liedersammlung Falks 1830 posthum bei Reclam in Leipzig erschien. Das Vorwort von Karl Reinthaler, Freund Falks und Vorsteher des Martinsstifts in Erfurt, belegt, dass Reinthaler der eigentliche Herausgeber war. Das Buch enthält über viele Seiten verteilt sechs weitere Strophen von O du fröhliche. Vier davon sind der „gnadenbringenden Martinszeit“ gewidmet, zwei der Katharina von Bora. Beispiele:
O du fröhliche,

O du selige,

Gnadenbringende Martinszeit!

Bahn war verloren;

Licht ist geboren:

Freue, freue dich Christenheit!
Zu Katharina von Bora:
O du fröhliche,

O du selige,

Vielwillkommen edle Magd,

Luthern zur Seite,

Sey dir auch heute,

Bora, freundlich ein Gruß gesagt!
Ob die sechs Strophen tatsächlich auf Falk zurückgehen, oder von Reinthaler, vielleicht auch von Heinrich Holzschuher verfasst wurden, ist ungeklärt.